# جامعة فيكتوريا في مانشستر
جامعة فيكتوريا في مانشستر (بالإنجليزية: Victoria University of Manchester)‏ هي جامعة سابقة تأسست في مانشتستر سنة 1851 تحت اسم كلية أوينز. وفي سنة 1880، ضُمت الكلية إلى جامعة فيكتوريا الاتحادية، قبل أن يصدر مرسوم باستقلالها ومنحها صفة جامعة في سنة 1904، تحت اسم "جامعة فيكتوريا في مانشستر"، وذلك بعد تفكك الجامعة الاتحادية.
في 1 أكتوبر 2004، اندمجت جامعة فيكتوريا في مانشستر مع معهد العلوم والتقنية بجامعة مانشستر ليكونا مؤسسة أكبر، سُميت جامعة مانشستر.

## خريجون بارزون
- جون تشارنلي
- هاري بلات